# Protesta de las Calderas
La Protesta de las Calderas fueron una serie de manifestaciones principalmente en Cárdenas, Cuba iniciadas el 6 de junio de 1962, detonadas por la implantación de la libreta de abastecimiento. Fue la primera gran manifestación de protesta de la población cubana contra el gobierno de Fidel Castro.

## Antecedentes
La Provincia de Matanzas fue escenario de una serie de disturbios en la primavera de 1962, incluidos varios intentos de sabotaje y una oleada de arrestos. Muchos residentes de la ciudad estaban insatisfechos con los efectos de las políticas económicas comunistas y las restricciones a sus libertades. La situación del suministro se había deteriorado significativamente desde la revolución cubana de 1959, por lo que el gobierno introdujo el racionamiento de alimentos en todo el país.

## Protestas
El 6 de junio de 1962 inicio la Protesta de las Calderas, en las ciudades de Cárdenas y Perico.  Cárdenas fue escenario de la primera gran manifestación de protesta de la población cubana contra el gobierno de Fidel Castro. Se habían producido protestas por alimentos en otras ciudades de la provincia de Matanzas en las últimas semanas, la protesta de Cárdenas fue simplemente la más grande de varias. La manifestación, fue protagonizada mayormente por amas de casa negras predominantemente pobres que golpeaban sus ollas vacías para exigir comida y el fin de las medidas represivas coreando "queremos comida" y "tenemos hambre". Las estimaciones sobre el número de mujeres manifestantes posteriormente variaron entre 200 y 1000.

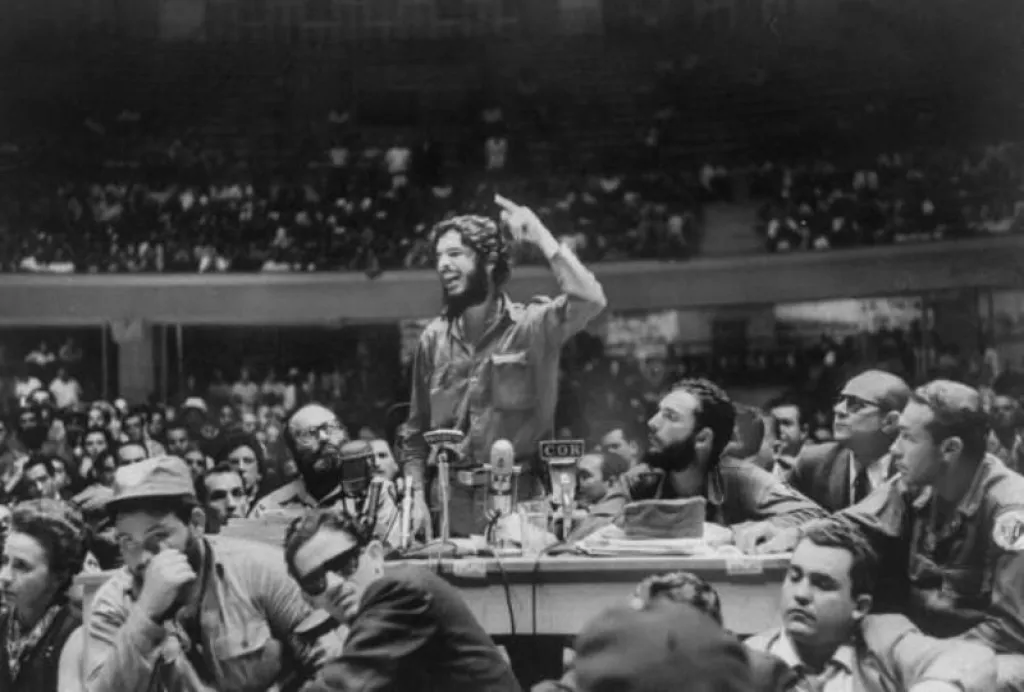
Jorge Serguera jefe militar de la provincia de Matanzas.

Las manifestaciones callejeras se extenderían hasta julio. Las tropas gubernamentales desplegaron tanques por las calles de Cárdenas y realizaron sobrevuelos con aviones MiG, esto liderado por el comandante Jorge Serguera, que era por entonces el jefe militar de la provincia de Matanzas, siguiendo órdenes de Fidel Castro. Las tropas llegaron de todas partes de Cuba y la propaganda cubana retrato a las manifestantes como "damas de clase media, enemigas de la revolución".
 

El gobierno hizo entonces desfilar los tanques en un desfile militar, que incluyó también artillería y sobrevuelos de aviones de combate y fue transmitido a todo el país por televisión y radio, incluyendo un discurso de victoria del presidente Osvaldo Dorticós Torrado, quien había llegado a Cárdenas, este calificó la manifestación como “una miserable provocación contrarrevolucionaria”.  En su discurso declaró que "No debemos permitir que el enemigo tome la ofensiva" e instó a la multitud a "aplastar a los contrarrevolucionarios en las ciudades". También declaró "No necesitamos esos tanques ni metralletas. Para aplastarlos, basta con todos ustedes". La multitud comenzó entonces a corear: "¡Al paredón, al paredón!", hacia el muro de fuego y Dorticos respondió:
"Si quieren tomar las riendas de una revolución, que nos provoquen si quieren... estamos seguros de que la presencia de las multitudes populares los asustará". 
La intervención del presidente Osvaldo Dorticós Torrado impidió que se produjera una masacre según el medio anticastrista Cubaencuentro. Aun así la represión resultó en 4 ejecuciones tras un juicio sumario de miembros de un grupo rebelde armado que presuntamente había alentado las manifestaciones.

## Legado
La represión de la manifestación de Cárdenas puso fin a la era de reacciones turbulentas ante la escasez de alimentos. Aquel desmesurado espectáculo represivo hizo que Jorge Serguera fuera sustituido y enviado como embajador a Argelia. La protestas de Cárdenas hizo que Fidel Castro mencionara que jamás volvería a pisar ese pueblo, sin embargo hizo presencia un año después durante la puesta en mar de 17 nuevas embarcaciones construidas en los astilleros cardenenses el 18 de junio de 1963. Allí Castro pronunció un discurso donde declaró:
"Para barrer al lumpen no hace falta más que un día... Y es bueno decirle al lumpen de Cárdenas y a los burgueses de Cárdenas: Cuando veas las barbas de tu vecino arder, pon las tuyas en remojo. ¡Paciencia!, ¡tiempo!, es lo que la Revolución necesita, que irá venciendo todos los obstáculos, lo irá resolviendo todo, irá liquidando los privilegios y las injusticias que quedan, los egoísmos que quedan y los vicios que quedan. ¡Paciencia y tiempo, que el porvenir es de la patria, el porvenir es de la Revolución!. 